# Puppentheater Lampe

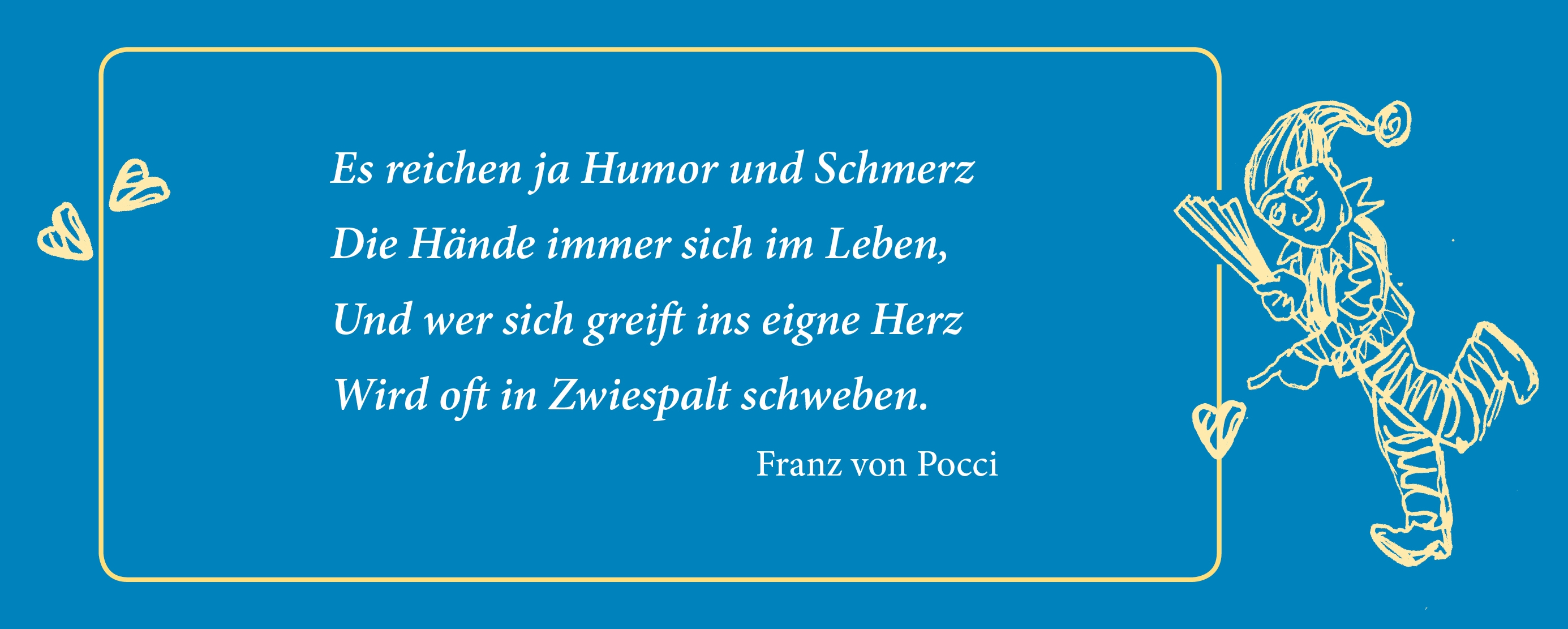
Zu den Inszenierungen passende Zitate mit Hintersinn und Humor sind fester Bestandteil des gedruckten Spielplans (Programm 1. Hj. 2012; Zeichnungen: Christa Jahr).

Das Puppentheater Rosi Lampe wurde 1982 gegründet und spielte zunächst ohne feste Spielstätte als Tourneetheater. Von 1997 bis zum Sommer 2008 spielte Rosi Lampe regelmäßig im Leipziger Puppentheater Sterntaler und unternahm auch weiterhin Gastspielreisen im In- und Ausland. Im Sommer 2008 zog sich Rosi Lampe aus dem Sterntaler zurück und eröffnete am 28. August 2008 zu Goethes 259. Geburtstag in der Markkleeberger Friedrich-Ebert-Straße 51 ihr eigenes Puppentheater. Diese Spielstätte wurde Ende März 2013 geschlossen; seither ist das Puppentheater Lampe wieder ausschließlich als Tournee- und Gastspieltheater auf Reisen.
Rosi Lampes Repertoire enthält Inszenierungen für Kinder (ab vier Jahren), Familien und Erwachsene.

## Zur Person

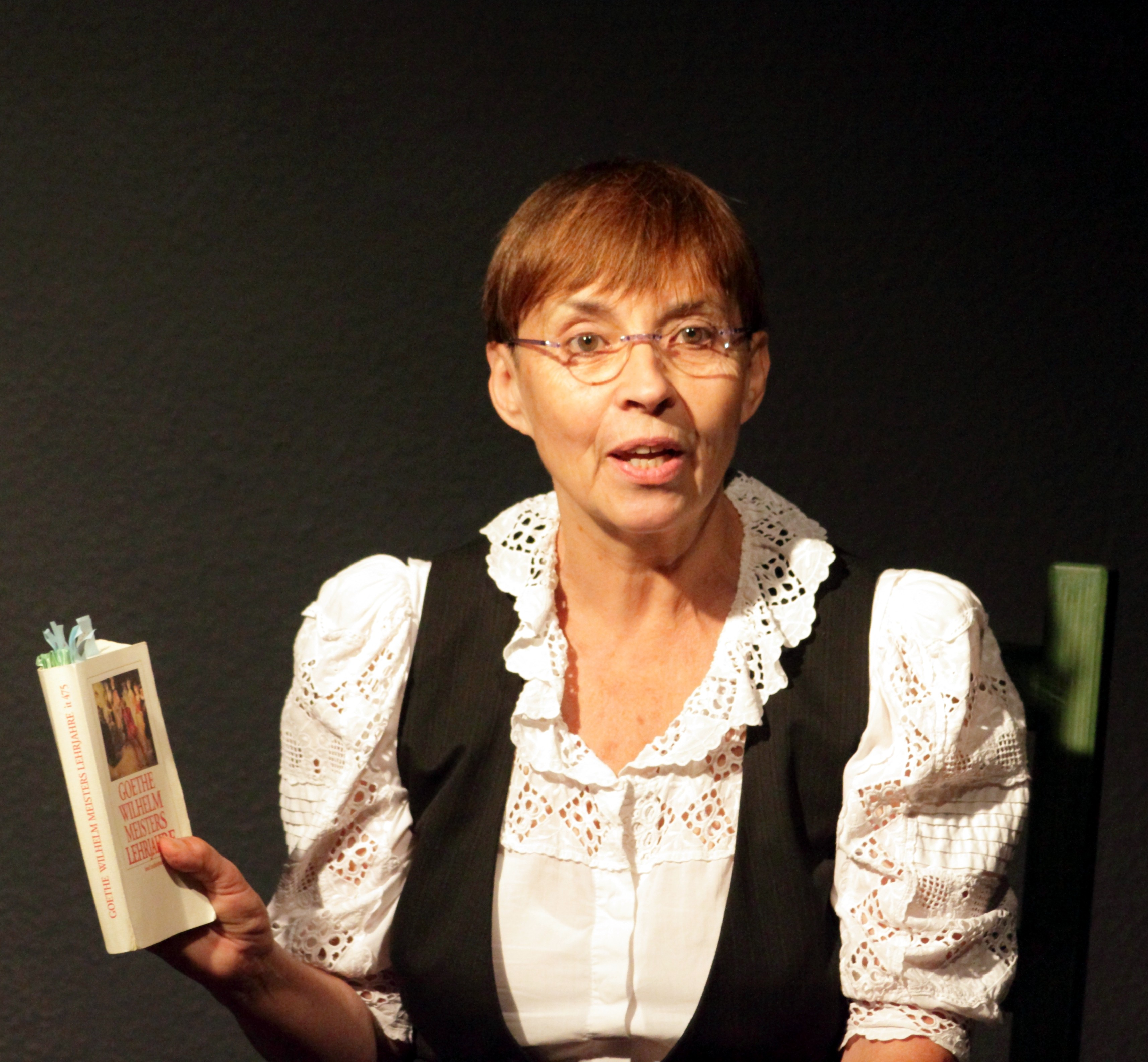
Rosi Lampe anlässlich einer Goethe-Lesung (2010)

Rosi Lampe wurde 1947 in Magdeburg in einer Arbeiterfamilie geboren. Sie wurde Buchhändlerin, lernte während der Ausbildung in Leipzig ihren Mann kennen, und Leipzig wurde zu ihrer Heimat.
Lampe erlebte ihre erste Puppentheateraufführung mit dem Puppenspieler Frieder Simon 1980. Aufgrund ihrer daraus resultierenden Begeisterung begann sie mit eigenen Experimenten, woraus 1983 Der kleine Häwelmann nach Theodor Storm entstand.
Rosi Lampe hat zwei erwachsene Töchter; ihre Tochter Steffi Lampe ist Diplom-Puppenspielerin & Schauspielerin und war bis zum September 2013 Mitglied des Puppentheaters Sterntaler in Leipzig.

## Repertoire (Stand Januar 2017)

### Aufführungen für Schulklassen
- Die Leseratte lädt ein (seit 2009); Thematische Lesung nach Absprache. Sie soll die Lust zum Lesen und den schöpferischen Umgang mit Literatur anregen.
- Wir reisen um die Welt mit Löwe, Maus und Mücke (seit Oktober 2011); vergnügliche Zeitreise mit verschiedenen bekannten und weniger bekannten Fabeln von Aesop bis Hacks und Krüss.

### Aufführungen für Kinder und Familien

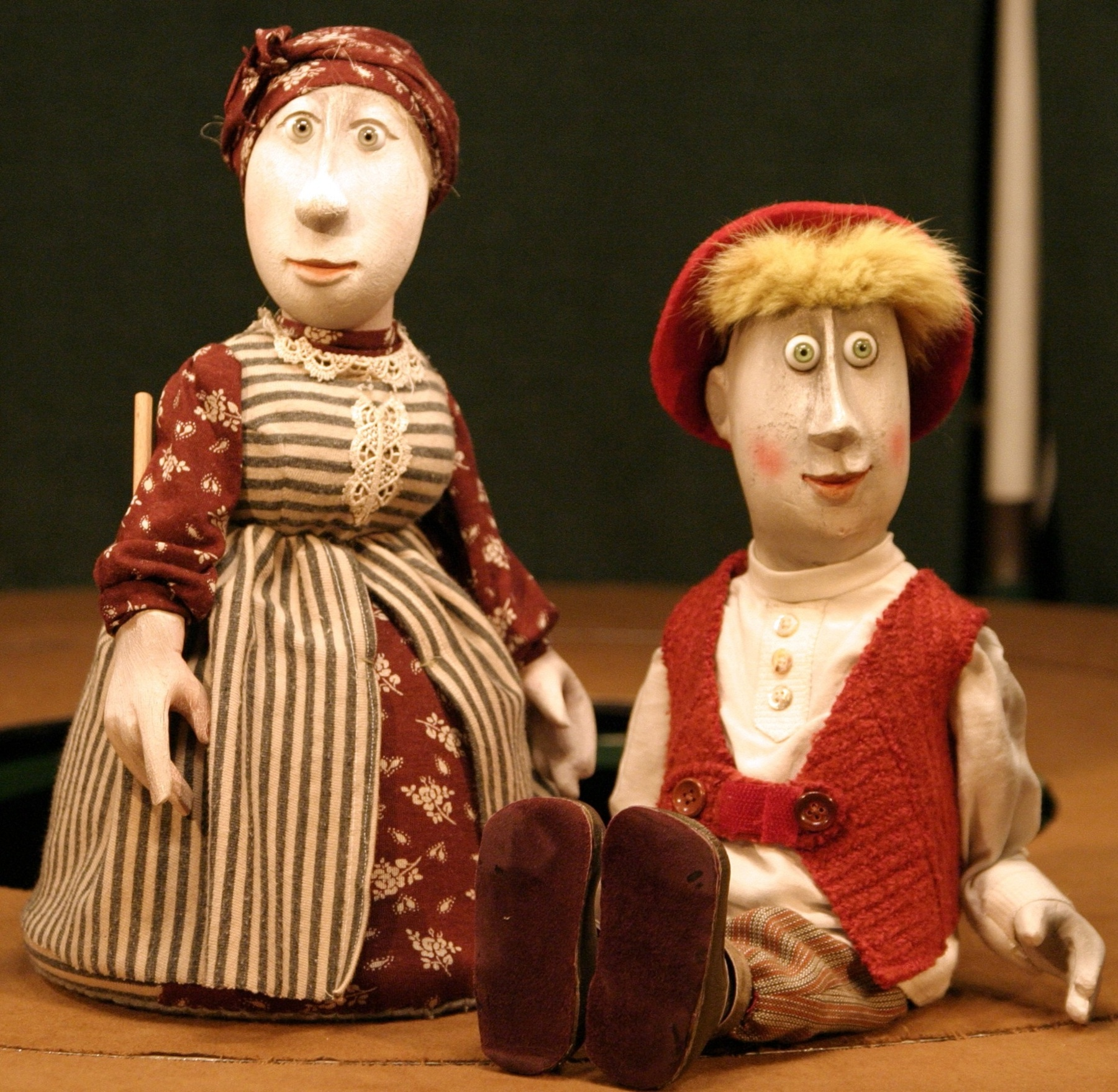
Zwei von Antje Hohmuth geschaffene Figuren aus dem Stück Hans im Glück für Kinder und Familien (2011)

- Rotkäppchen nach den Brüdern Grimm (1985; Ausstattung Herbert Löchner)
- Die Regentrude nach Theodor Storm (1996; Ausstattung Andreas Weissgerber)
- Die kluge Bauerntochter nach den Brüdern Grimm (2000; Ausstattung Antje Hohmuth, Regie Frieder Simon)
- Hans im Glück nach den Brüdern Grimm (2001; Ausstattung Antje Hohmuth, Regie Frieder Simon)
- Hans im Glück trifft Telemann – das bekannte Märchen mit musikalischen Kommentaren von Telemann; Gesang und Harfe: Ulrike Richter (2008; Ausstattung Antje Hohmuth)
- Kasper und das Krokodil oder Die Prinzessin im Netz nach Franz Graf von Pocci (2006; Ausstattung und Regie Frieder Simon)
- Der Teufel mit den drei goldenen Haaren nach den Brüdern Grimm (2009; Ausstattung und Regie Antje Hohmuth)
- Wir reisen um die Welt mit Löwe, Maus und Mücke... – Fabeln von Aesop bis Krüss (2011; Ausstattung Antje Hohmuth)

### Aufführungen für Erwachsene und Jugendliche

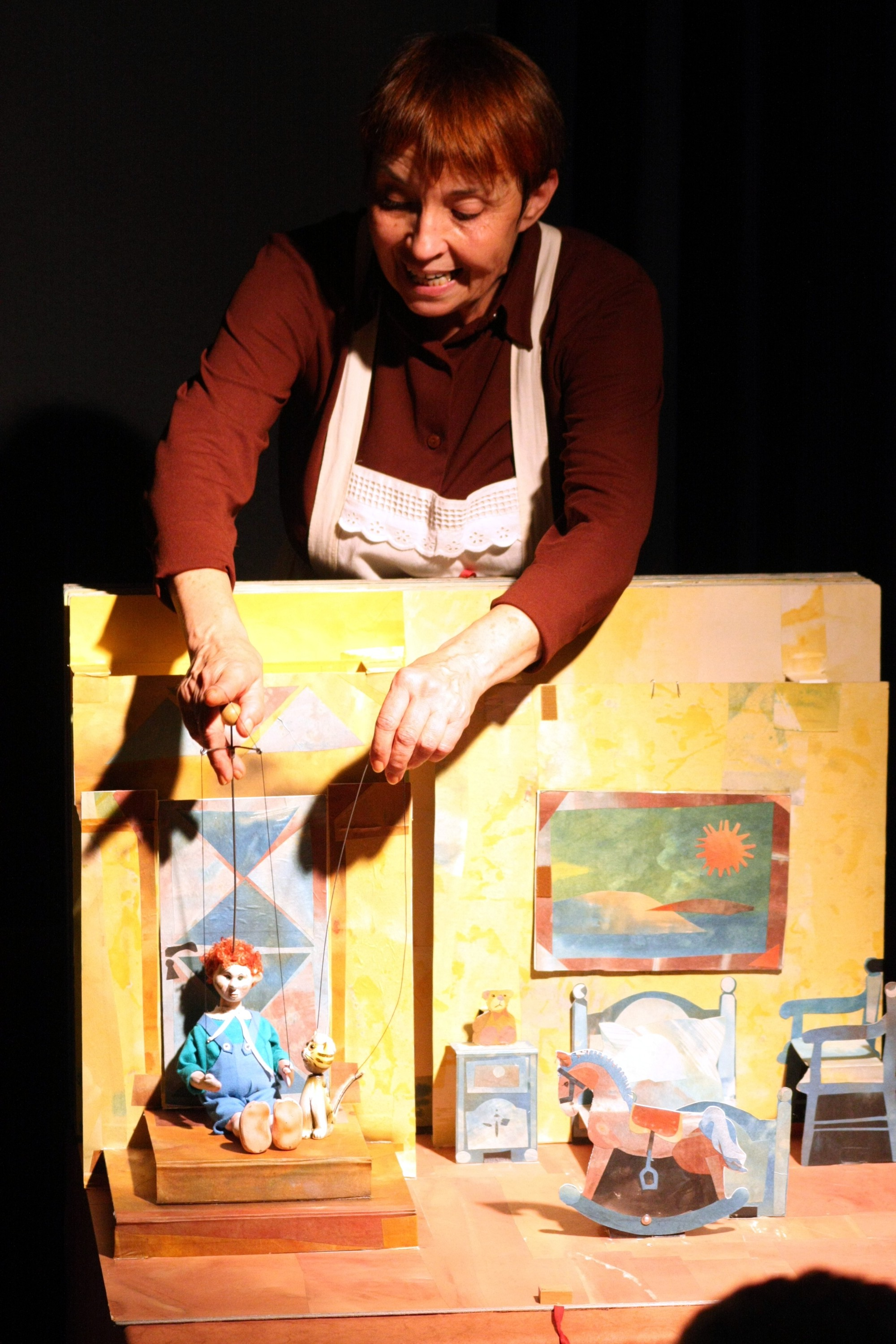
Rosi Lampe: Szene aus dem Erwachsenenstück Stein und Rose nach Theodor Storms Hinzelmeier (2011)

- Orpheus und Eurydike; Komposition, Handharfe und Gesang: Ulrike Richter (2004; Ausstattung Antje Hohmuth, Kostüm Sabine von Oettingen, Regie Horst Günther)[3]

### Nicht mehr im Repertoire
- Der kleine Häwelmann nach Theodor Storm (1983; Ausstattung Rosi Lampe); seit 2013 nicht mehr gespielt[4]
- Maries Baby von Peter Hacks (2005; Ausstattung und Regie Antje Hohmuth)[5]
- König Drosselbart nach den Brüdern Grimm; Musik und Gesang: Kerstin Braun (2002; Ausstattung Antje Hohmuth, Regie Frieder Simon)[6]
- Stein und Rose nach dem Märchen Hinzelmeier von Theodor Storm (1999; Ausstattung Antje Hohmuth, Regie Horst Günther); letzte Aufführung am 16. September 2016 in Husum. Figuren und Bühne wurden im Anschluss an die letzte Aufführung feierlich dem Poppenspäler-Museum in Husum übereignet.[7][8]

## Sonstiges
1997 gründete Lampe gemeinsam mit den Puppenspielern Meike Kreim (Papperlapapp Puppenspiel und Geschichten), Frank Schenke (Märchentheater Fingerhut) sowie Wilmi und Wolfgang Gerber (Theater WiWo) das Puppentheater Sterntaler in der Leipziger Talstraße 30. Bis zum Sommer 2008 war Rosi Lampe dort Mitglied, bevor sie im August 2008 in Markkleeberg ihre eigene Spielstätte eröffnete. Ihren Platz im Sterntaler nahm ihre Tochter, die Diplom-Puppenspielerin Steffi Lampe, ein, die sich im September 2013 aus dem Sterntaler zurückzog.
Nach der Schließung des Markkleeberger Theaters reist das Puppentheater Rosi Lampe regelmäßig zu Gastspielen und Festivals. Darüber hinaus wird sie wieder verstärkt Gastspiele im Leipziger Puppentheater Sterntaler geben.
2010 rief sie in Zusammenarbeit mit der Stadt Markkleeberg als Veranstalter das jährlich im Frühjahr stattfindende Markkleeberger Puppentheaterfest ins Leben, für das sie seither das Programm konzipiert, die Künstlerkontakte pflegt und die Betreuung übernimmt.
Sie ist Mitglied im Bund Sächsischer Puppen- und Marionettentheater und im Theodor-Storm-Verein Heiligenstadt.
Im Jahr 2016 entstand in Zusammenarbeit mit Antje Hohmuth das gemeinsame Buchprojekt zu Hans im Glück. Das seit Januar 2017 im Frankfurter Verlag Puppen & Masken von Wilfried Nold verlegte Büchlein zeigt die von Antje Hohmuth erschaffenen Figuren der Inszenierung Hans im Glück außerhalb der gewohnten Bühne. Rosi Lampe schrieb die Verse dazu.

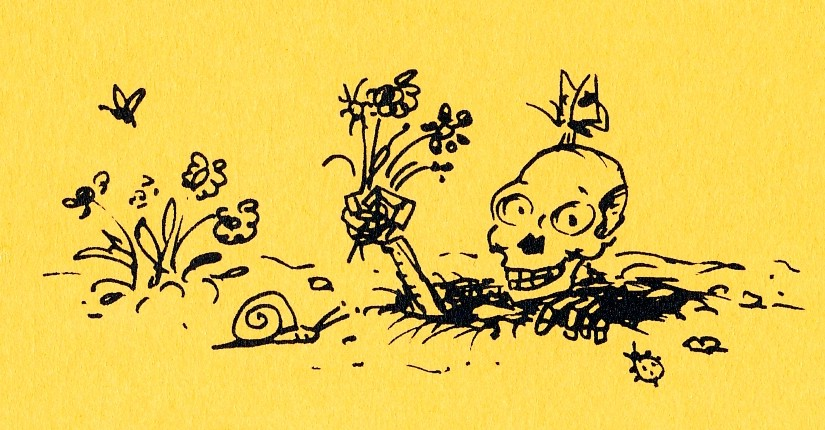
Typisch für Rosi Lampes Programmflyer: Humorvoll-hintersinnige Zeichnungen; hier vom Leipziger Grafiker Andreas Weißgerber